# 南尤巴城 (加利福尼亞州)
南尤巴城（英語：South Yuba City）是位於美國加利福尼亞州薩特縣的一個非建制地區。該地的面積和人口皆未知。

## 地理
南尤巴城的座標為39°06′44″N 121°38′20″W / 39.11222°N 121.63889°W，而該地的平均海拔高度為16米（即52英尺）。